# بحيرة أونيدا
بحيرة أونيدا، هي أكبر بحيرة بالكامل داخل ولاية نيويورك، وتبلغ مساحتها 79.8 ميلاً مربعاً (207 كم 2) .112 تقع البحيرة شمال شرق سيراكيوز وبالقرب من البحيرات الكبرى، وهي تغذي نهر أونيدا، أحد روافد نهر أوسويغو،  التي تصب في بحيرة أونتاريو.  منذ العصور الأولى حتى افتتاح قناة إيري في عام 1825،كانت البحيرة جزءًا من ممر مائي مهم يربط الساحل الأطلسي لأمريكا الشمالية بالداخل القاري.
يبلغ طول البحيرة حوالي21ميلاً (34 كم)وعرضها حوالي5 أميال(8.0 كم)بمتوسط عمق 22 قدمًا(6.7 م).يبلغ طول الخط الساحلي حوالي55ميلاً (89 كم).توجد أجزاء من ست مقاطعات و69مجتمعًا في مستجمعات المياه.أونيدا كريك، الذي يتدفق عبر مدينتي أونيدا وشيريل، يصب في الجزء الجنوبي الشرقي من البحيرة، في ساوث باي.على الرغم من أن بحيرة أونيدا لا تعتبر واحدة من بحيرات فانقر، إلا أنها يشار إليها أحيانًا باسم«الإبهام».نظرًا لكونها ضحلة، فهي أكثر دفئًا من بحيرات فانقر الأعمق في الصيف ويتجمد سطحها بقوة في الشتاء.تشتهر بالرياضات الشتوية المتمثلة في صيد الأسماك على الجليد والتزلج على الجليد.

## اسم

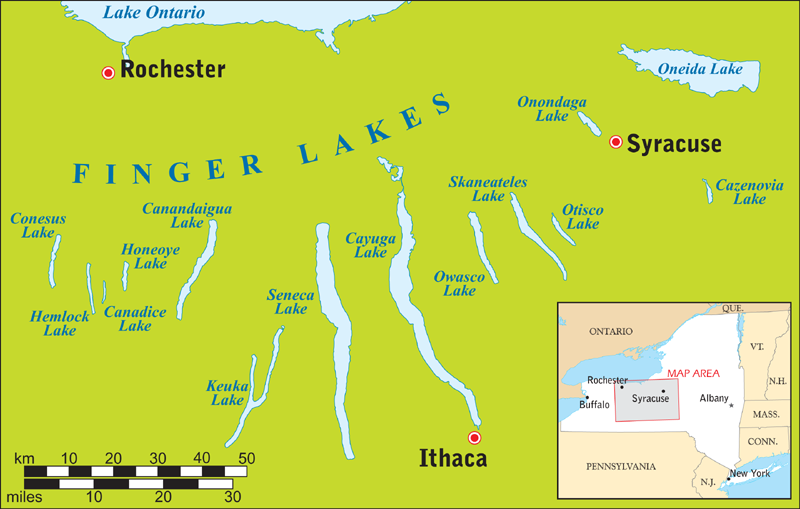
خريطة توضح بحيرة أونيدا في الجزء العلوي الأيمن وبحيرات فينجر فيما يتعلق ببحيرة أونتاريو وشمال نيويورك

تم تسمية البحيرة باسم أونيدا، قبيلة الإيروكوا الأمريكية الأصلية التي احتلت تاريخياً منطقة كبيرة حول البحيرة، إحدى دول الإيروكوا الست.أطلق أونيدا على البحيرة اسم تسكوي بلغتهم، أي «المياه البيضاء».

## تاريخ الملاحة
خلال القرن الثامن عشر وأوائل القرن التاسع عشر، كانت بحيرة أونيدا ورافدها وود كريك جزءًا من الممر المائي ألباني-أوسويغو من ساحل المحيط الأطلسي غربًا عبر نهر هدسون وعبر جبال الأبلاش عبر نهر موهوك، السفر غربًا ثم كان عن طريق النقل فوق أونيدا كاري إلى نظام بحيرة وود كريك-أونيدا.خرج الممر المائي الصالح للملاحة من بحيرة أونيدا بجانب نهر أونيدا، مما أدى إلى نهر أوسويغو وبحيرة أونتاريو، حيث يمكن للمسافرين الوصول إلى البحيرات العظمى الأخرى.
في أعقاب الحرب الثورية الأمريكية، أجبرت الولايات المتحدة دول الإيروكوا على التنازل عن معظم أراضيها في تلك المنطقة، حيث تحالف معظمهم مع البريطانيين الذين هُزموا. بالإضافة إلى ذلك، أدى طلب المستوطنين إلى خلق ضغوط من أجل مثل هذه التنازلات.قام المستوطنون البيض بتحسين الممر المائي الطبيعي من خلال بناء قناة بأقفال داخل وود كريك إلى بحيرة أونيدا.تم تحسين هذا النظام بشكل كبير من1792إلى 1803من خلال قطع قناة عبر اونيدا كاري، وبعد ذلك زاد الشحن التجاري عبر بحيرة اونيدا بشكل كبير.والأهم من ذلك هو الانتهاء في عام1825من قناة إيري، والتي تجاوزت نظام بحيرة أونيدا وعززت السفر عبر وادي موهوك بأكمله.تسبب هذا في فقد السكان حول البحيرة مجرى مائي صالح للملاحة شرقًا.
في عام 1835،تم توصيل بحيرة أونيدا بنظام قناة إيري عن طريق بناء قناة أونيدا (القديمة)التي امتدت حوالي4.5 ميل (7.2 كـم) من هيجنزفيل على قناة إيري شمالًا إلى وود كريك، على بعد حوالي 2 ميل (3.2 كـم)منبع بحيرة أونيدا. بُنيت قناة أونيدا بشكل سيئ بأقفال خشبية، وأغلقت عام 1863.
عندما أعيد تصميم قناة إيري وأعيد بناؤها لتشكيل قناة بارج بولاية نيويورك في أوائل القرن العشرين، استخدم المهندسون الأنهار والبحيرات الطبيعية حيثما أمكن ذلك.تم تشغيل الصنادل الجديدة داخليًا(بواسطة محركات الديزل أو البخارية)بحيث يمكنها السفر في المياه المفتوحة وعكس التيار؛لم يعد النظام بحاجة إلى بنية تحتية لسحب السفن من الخارج مثل ممرات السحب وحيوانات الجر.بعد أن استعدت القناة الجديدة فيش كريك في الشرق، دخلت القناة الجديدة بحيرة أونيدا على شاطئ سيلفان وخرجت غربًا مع نهر أونيدا في برويرتون.سمحت جدران المحطة الجديدة في شاطئ سيلفان وكليفلاند و بريورتون للصنادل بتحميل وتفريغ البضائع والبقاء بين عشية وضحاها. تم تركيب جدار فاصل جديد يمنع أمواج البحيرة من دخول القناة ويحمي من المياه الضحلة.  وفرت هذه التحسينات للبلدات الواقعة على طول الخط الساحلي لبحيرة أونيدا إمكانية الوصول مرة أخرى إلى الممرات المائية الصالحة للملاحة شرقًا وغربًا.

## جيولوجيا

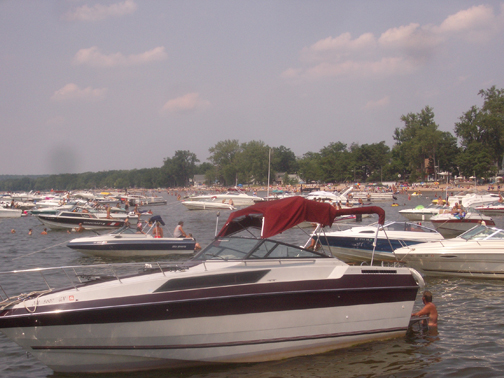
تقع على الشاطئ الشرقي لبحيرة أونيدا ، سيلفان بيتش ، نيويورك هي وجهة شهيرة لركوب القوارب في الصيف، وذلك بفضل المياه الضحلة والقاع الرملي.

بحيرة أونيدا هي بقايا بحيرة إيروكوا الجليدية، وهي بحيرة كبيرة تعود إلى عصور ما قبل التاريخ تشكلت عندما سدت الأنهار الجليدية(من أسفل مجرى النهر)تدفق نهر سانت لورانس ، منفذ البحيرات الكبرى إلى المحيط الأطلسي.

## الأماكن المجاورة

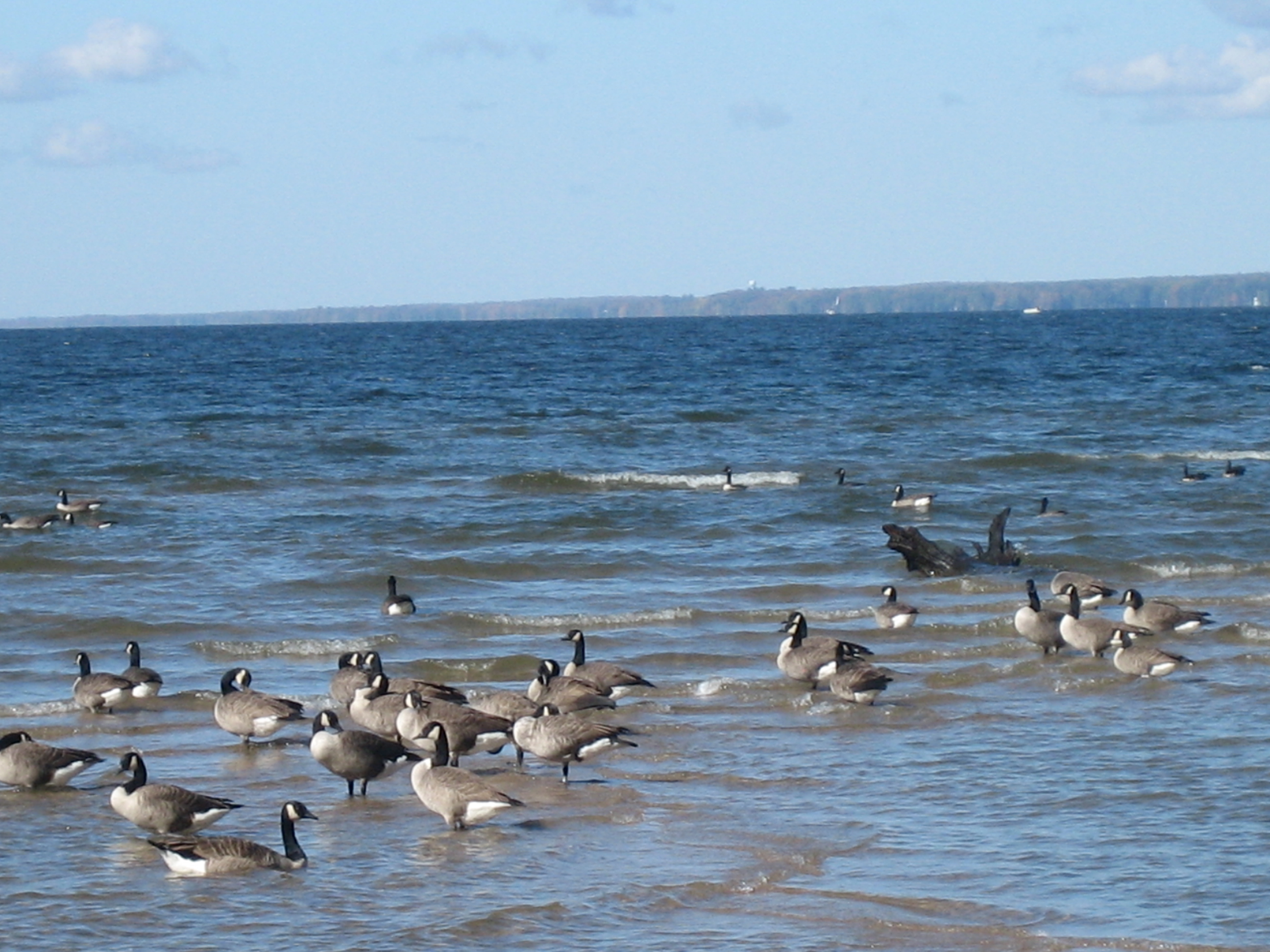
يتجمع الإوز الكندي للهجرة على بحيرة أونيدا في منتزه ولاية فيرونا بيتش

### المقاطعات
- مقاطعة ماديسون
- مقاطعة أونيدا
- مقاطعة أونونداغا
- مقاطعة أوسويغو

### المدن والقرى
- بريورتون -جنوب غرب
- بريدجبورت - الجنوب الغربي
- شيشرون - الجنوب الغربي
- كليفلاند - الشمال
- كونستانتيا - الشمال
- هاستنجز - الغرب
- جوهرة - الشمال الشرقي
- ليكبورت - الجنوب
- لينوكس - الجنوب
- ساوث باي - الجنوب الشرقي
- سوليفان - الجنوب
- سيلفان بيتش - الشرق
- فيرونا - الشرق
- فيينا - الشمال
- ويست مونرو - شمال غرب

### حدائق الولاية
- منتزه جزيرة فرينشمان
- حديقة فيرونا بيتش الحكومية

## الأسماء
بحيرة أونيدا هي اسم بحيرة أونيدا لاكوس،وهي بحيرة هيدروكربونية على قمر ساتورني تيتان.وتتكون هذه «البحيرة» من الميثان السائل والإيثان وتقع عند76.14 درجة شمالاً و131.83درجة غرباً على سطح تيتان.

## روابط خارجية
- Oneida Lake View Webcam في بحيرة أونيدا، الشاطئ الشمالي
- NYCanals.com: نسخة محفوظة 3 سبتمبر 2009 على موقع واي باك مشين. دليل للقوارب في بحيرة أونيدا والممرات المائية المحيطة.
- جمعية بحيرة أونيدا نسخة محفوظة 1 أبريل 2010 على موقع واي باك مشين.